# سیارک ۱۲۰۰۸
سیارک ۱۲۰۰۸ (به انگلیسی: 12008 Kandrup، نامگذاری:1996TY9) دوازده هزار و هشتمین سیارک کشف شده‌است که در ۱۱ اکتبر ۱۹۹۶ کشف شد.
قدر مطلق سیارک برابر ۳۲.۳ است.